# Сосновка (Кузнецкий район)
Сосновка — село в Комаровском сельсовете Кузнецкого района Пензенской области.

## География
Располагается в 6 км к востоку от центра сельсовета, среди лесов. Через село протекает река Медаевка.

## История
В 1960 году указом Президиума Верховного Совета РСФСР деревня Безобразовка переименована в Сосновка.

## Население
| 1747 | 1795  | 1859 | 1911 | 1926 | 1930 | 1939 |
| ---- | ----- | ---- | ---- | ---- | ---- | ---- |
| 116  | ↗1548 | ↘291 | ↗417 | ↗540 | ↗573 | ↘470 |
| 1959 | 1979  | 1989 | 1996 | 2002 | 2010 |      |
| ↘412 | ↘239  | ↘138 | ↗149 | ↘108 | ↘99  |      |

## Достопримечательности
В селе имеется деревянная церковь Казанской иконы Божией Матери, построенная в 1863 году на средства помещицы Анны Семеновны Курош.

## Известные люди
В селе родились:
- Аношина, Вера Степановна — советская и российская певица.
- Илюхин, Виктор Иванович — политический деятель.